# みやたに
みやたに（1965年5月14日 ‐ ）は、日本の役者、自称artist。
ほかに、みやたにたかしとして映画監督、宮谷隆（みやたにたかし）として、弁護士。

## 来歴
東京都生まれ、千葉県育ち。千葉県立千葉高等学校を卒業後、東京大学入学。大学時代はテニス部（体育会庭球部、硬式テニス）に所属。法学部在学中に司法試験合格 。1991年4月弁護士登録、森綜合法律事務所入所。1998年1月同パートナー。2002年12月、合併により森・濱田松本法律事務所。2009年日経ビジネス人気弁護土ランキング7位。
2012年からアーティスト活動（絵画、立体、陶芸、映像シナリオ）を始め、自称artistを名乗る。
2018年にコメディ劇団に見習いとして入団し、同年9月に下北沢「劇」小劇場で初舞台を踏む。2019年3月に今泉力哉監督『his』に出演し、役者活動を本格化。2023年には脚本・監督を手掛けた短編『復讐take2』が公開。国内外の映画祭で入賞。監督、プロデュース業にも取り組む。

## 人物
- アーティスト活動を始めるまでは仕事人間で、仕事と家族と読書だけで成り立っている人間だった 。
- 東日本大震災をきっかけにアーティスト活動を始める。発端は写真を習い始めたこと。「写真の集合体」である映画を観るようになり、一時期（2013年1月～コロナまで)、年間400本の映画を映画館で観ていた。映画を観ているうちに好きなカットを絵に描きたくなり、アート作品の制作を開始する。映像シナリオも書きたくなり、シナリオ学校に通い始める。
- 役者の仕事を知るために、劇団（SHOW＆GO FESTIVAL）に入り、役者修行を開始した。「自称ミュージシャンの男が逮捕された」というニュースを聞いて、「え？　ミュージシャンって資格が要るんだっけ？」と疑問を抱く。アーティストに資格が必要なのか？　という問題提起の意味を込めて、「自称artist」と名乗る[4]。
- 年間200冊の読書や美術館巡りなど、極端にエネルギー投入する馬力がある。エネルギーの源について「目の前のことにガーっと集中しているうちに、やっていることが次の展開につながって、別の形になっていく」と語る。
- 49歳から陸上短距離（100m、200m）、「やり投げ」を開始。
- 東大卒の弁護士という経歴から、お堅い人物像をイメージされがちだが、本人は至って気さくな剽軽者といったキャラクター。いじられキャラでもあり、そのせいか、老若男女問わず、初対面の相手ともすぐに打ち解け合い、その交友関係は極めて広い。
- 沢田研二、ビートたけし、赤塚不二夫、黒澤明をリスペクトしている。

## 作品

### 映画（出演）
- his（2020年、今泉力哉監督）家庭裁判所調停委員役
- 劇場版 本当にあった怖い話2020（2020年、天野裕允監督）亡霊役
- 踊ってミタ（2020年、飯塚俊光監督）失業者役
- 歌舞伎町ヴァージンジャンプ（2021年、小川北人監督）知的障害者ホームレス・鈴木役
- アリスの住人（2021年、澤佳一郎監督）ファミリーホーム・加茂勝之役
- 宮田バスターズ（株）大長編（2021年、坂田敦哉監督）喫茶店マスター役
- 龍帝外伝《第一章》DIRTY HAWK（2021年、市原剛監督）警視庁組織犯罪対策第四課課長・松永秀征役[5]
- 息ができない（2022年、冨樫森監督）司法書土役
- HANNORA（2022年、明石和之監督）田島直之役
- 宇宙人の画家（2022年、保谷聖耀監督）犯罪組織顧問弁護士役
- 真龍帝外伝（2022年、市原剛監督）覇神会最高顧問三代目神能組特別相談役・荒巻重臣役
- あつい胸さわぎ（2023年、まつむらしんご監督）緊急救命士役
- 白獣（2023年、高橋祐輔監督）ノクシャ役
- 消せない記憶（2023年、園田新監督）舞台演出家・宮沢速雄役
- ピエロたち（2023年、北和気監督）寿司屋先輩役
- フライガール（2023年、福嶋賢治監督）南野洋次郎役
- 過去負う者（2023年、舩橋淳監督）永田隆役
- INTERFACE知能機械犯罪公訴部/ペルソナ（2023年、下向拓生監督）法廷弁護士役
- 龍帝外伝《最終章》（2023年、市原剛監督）覇神会最高顧問三代目神能組特別相談役・荒巻重臣役
- キラークイーン/Beyond School（2024年、高橋佑輔監督）業成行永役
- 女（2025年、北野陽太監督）丹波役
- キムソジュン（2025年、小川北人監督）ビル管理人役

### 映画（監督）
- 復讐take2（2023年）監督・脚本
- 秘事himegoto（2023年）監督・脚本

### TV（出演）
- 両刃の斧（2022年、ＷＯＷＯＷドラマ、森義隆監督）捜査一課長役
- 仮想儀礼（2023年、ＮＨＫＢＳ、岸善幸・石井永二・森義隆監督）中華料理屋店主役

### 舞台（出演）
- 鑑賞者（2021年、加藤立）第24回岡本太郎現代芸術賞
- 奥沢ラプソディ（2022年、下北沢「劇」小劇場）
- アチューイ!!（2022年、四谷シアター・ウィング）
- 夏の終わりになにかある（2023年、下北沢シアター711）

### 著書
- 【新・会社法実務問題シリーズ】4株主総会の準備事務と議事運営〈第5版〉（宮谷隆著、奥山健志著、森・濱田松本法律事務所編集）[6]